# ساسة بوست
ساسة بوست (بالإنجليزية: SasaPost)‏ مشروع إعلام إلكتروني عربي مستقل تم تأسيسه عام 2014 ويهتم بمشاركة وتناول الأخبار والأحداث الجارية وكذلك نشر التقارير والتحليلات المختلفة بالإضافة إلى ترجمة التقارير من عدة صحف عالمية. الموقع معروف بنشره محتوى 
كذلك يُقدِّم لجمهوره مساحات للمشاركة بالرأي وكذلك صناعة المحتوى وتدويره.

## تاريخ الموقع
انطلق موقع ساسة بوست في 3 مارس 2014 على يد 6 شباب من مختلف الوطن العربي وذلك عقب ثورة 30 يونيو في مصر والتي تم بعدها إغلاق أكثر من عشرين وسيلة إعلامية من القنوات الفضائية والصحف، كذلك تم فرض سياسات جديدة على الصحفيين والمحررين العاملين بالصحف المصرية وممارسة مضايقات من أجل نشر أخبار محددة وتم إجبار العديد منهم على الأستقالة أو الإقالة، ولذلك تم تأسيس ساسة بوست كموقع إخباري مستقل لنشر التقارير والأخبار ومقالات الرأي المعارضة وبعيدة عن التوجهات الحكومية، ونجحت ساسة بوست في استقطاب عدة صحفيين سابقين ومدونين من مصر ثم انضم لاحقاً العديد من الصحفيين المستقلين والمراسلين من الوطن العربي.
في عام 2014 كانت ساسة بوست حديث الرأي العام والصحافة والإعلام المصري عقب إتهام الإعلامي المصري باسم يوسف بأقتباس جزء من مقالة مترجمة من موقع ساسة بوست في مقاله الذي نشر على صحيفة الشروق المصرية بدون الإشارة لمصدره، وأستغلت العديد من وسائل الإعلام الموالية هذه الواقعة للهجوم على باسم وإتهامه بالسرقة الأدبية أعتبرها البعض هجوم مبالغ فيه وتصفية حسابات، وقام باسم لاحقاً بالأعتذار عن عدم ذكر المصدر وتم إزالة الجزء مقتبس من النسخة الورقية.
وفي عام 2018 هاجمت عدة صحف مصرية عدة مواقع من ضمنها «ساسة بوست» باعتبارها مواقع تابعة للأخوان وأبواق إعلامية تدعم الإرهاب وأفكار الجماعة بين الأوساط الشبابية.

## حجب الموقع
في 12 يونيو 2017 تم حجب موقع ساسة بوست في مصر ضمن عدة مواقع إخبارية أخرى مثل البديل والبداية، وذلك عقب قيام السلطات المصرية في شهر مايو من نفس العام بحجب عدد من المواقع الإلكترونية بدعوى أنها تتضمن محتوى يدعم الإرهاب والتطرف ويتعمد نشر الأكاذيب، وشمل القرار 211 موقعًا أبرزها المواقع الإلكترونية لقناة الجزيرة ووكالة الأنباء القطرية وصحف الشرق والعرب والراية والوطن القطرية، فضلًا عن عدد من المواقع المصرية مثل بوابة القاهرة ومدى مصر.
الموقع محجوب أيضًا للمستخدمين من دولة الإمارات العربية المتحدة حيث تصنفه هيئة تنظيم الاتصالات الإماراتية في التصنيف الثالث للمواقع المحجوبة الذي يضم تلك المواقع «التي تمثل خطر كبير على الدولة وعلى أمنها العام»
وكذلك فإن الموقع محجوب للمستخدمين من المملكة العربية السعودية.

## شعار الموقع
يتكون من كلمتين باللغتين الإنجليزية والعربية مع مشترك في الحرف الأخير من كل كلمة تعبيرًا عن اتصال المشروع بلغة العالم الخارجي مع انطلاقه من هويته وذاتيته 